# Bjerke (Oslo)
Bjerke ist ein nordöstlicher Stadtteil der norwegischen Hauptstadt Oslo. Er hat 36.460 Einwohner (Stand: 2020), sowie eine Größe von 7,95 km². Der Stadtteil liegt vor allem entlang des Trondheimsveien, der den Stadtteil von Sinsenkrysset im Westen bis Rødvedt im Osten durchteilt. Entlang dieser Straße liegt u. a. das Aker-Krankenhaus, die Trabrennbahn Bjerkebanen und die Plattenbauten von Linderud und Veitvet. Im Süden des Stadtteils liegen zahlreiche Geschäfte, u. a. am Østre Aker vei, mit dem Verkehrsknotenpunkt Økern im Südwesten. Zu Bjerke gehören die Wohngebiete Årvoll, Tonsenhagen (einer der ältesten Vororte Oslos), Risløkka und Vollebekk. Gemeinsam mit den Stadtteilen Alna, Stovner und Grorud bildet Bjerke die Region Groruddalen.